# Valsura
Le Valsura est un torrent du Haut-Adige ou du Tyrol du Sud. Né sur les contreforts orientaux du massif de l'Ortles, dans le parc national du Stelvio, il forme le val d'Ultimo et traverse la commune homonyme d'Ultimo. Il conflue en rive droite de l'Adige à Lana.

## Géographie
De 41,4 km de longueur de longueur, son bassin versant est de 301 km2 de superficie. Le Valsura traverse San Pancrazio

## Galerie

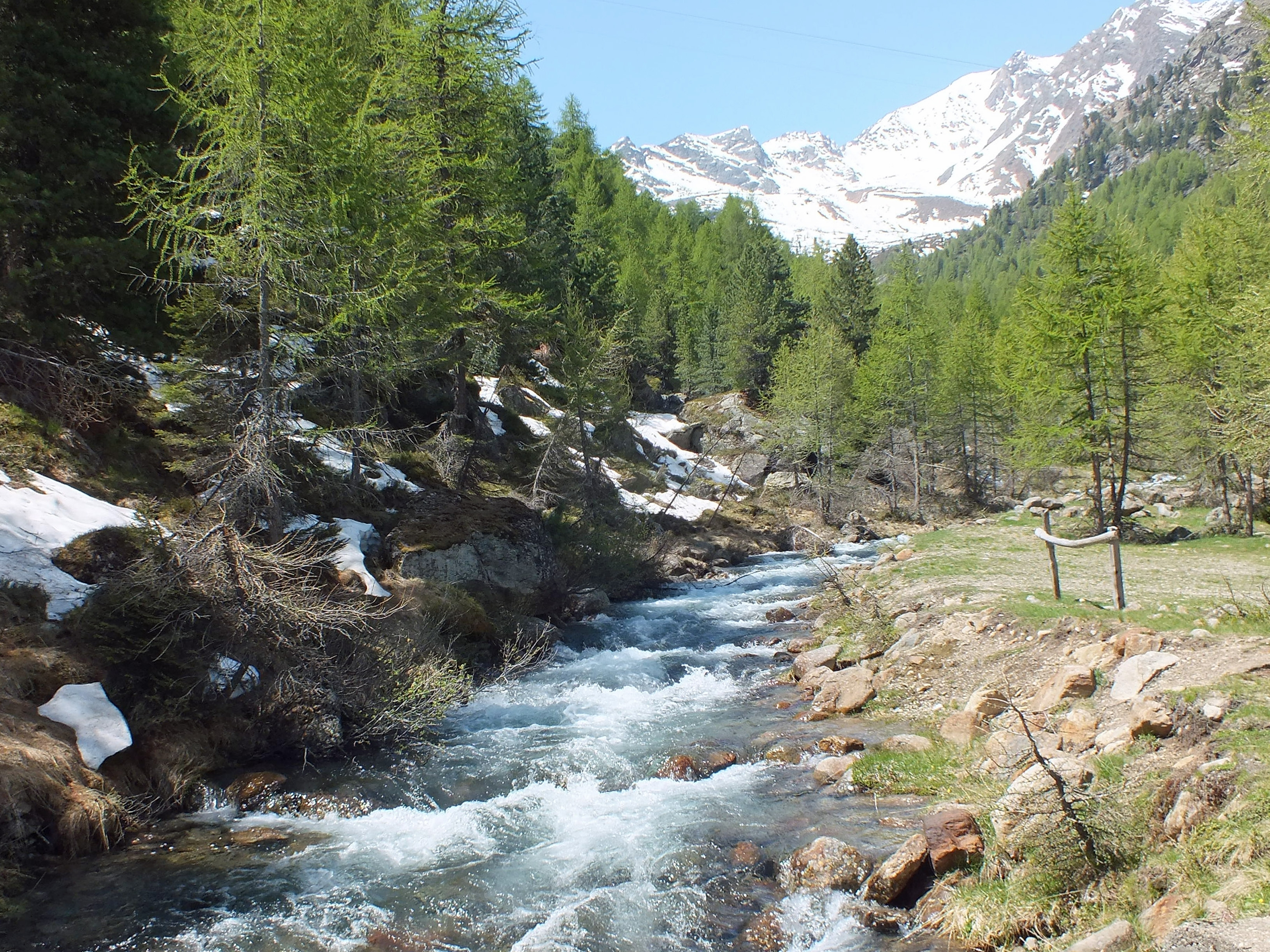
Le Valsura près du Weißbrunnsee
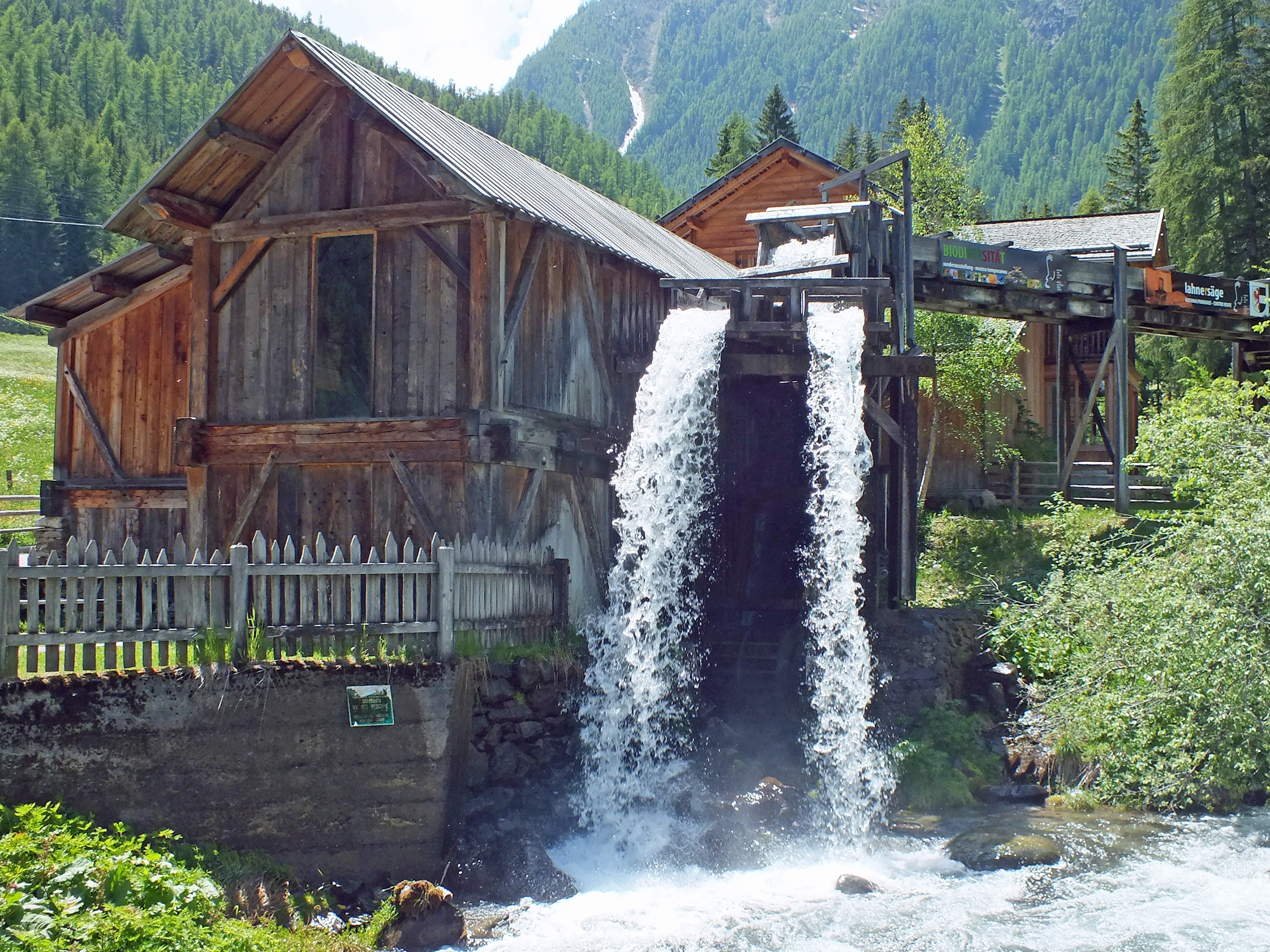
Le Lahner Säge sur le Valsura à Sainta Gertrude dans le parc national du Stelvio